# Тавета (город)
Тавета — город в округе Таита-Тавета в Кении.

## Местоположение
Расположен у подножия горы Килиманджаро в 2 км от границы с Танзанией, прямо напротив города Холили. Это примерно 111 километров по дороге к западу от вой, ближайшего крупного города, по дороге Аруша-холили-Тавета-вой. Он расположен примерно в 305 километрах по дороге к юго-востоку от Найроби, столицы и крупнейшего города Кении. Тавета также находится недалеко от озера Чала, вулканического пресноводного озера необычайной глубины.

## История
Тавета принадлежала только Германской Восточной Африке. Она была присвоена англичанам после 1890 года и, таким образом, стал частью Британской Восточной Африки.
В 1914 году Тавета была" местом, состоящим из нескольких небольших домов", но единственным местом, где на британской стороне границы до железной дороги Уганды проводилось снабжение водой, благодаря водным ключам у Килиманджаро. это место служило пограничным пунктом между британской и Германской Восточной Африкой.
В начале Первой мировой войны Тавета 15 Августа 1914 года была оккупирована немецкими колониальными войсками. После этого город был сильно укреплен и получил телефонную связь с немецким военным штабом в Моши.

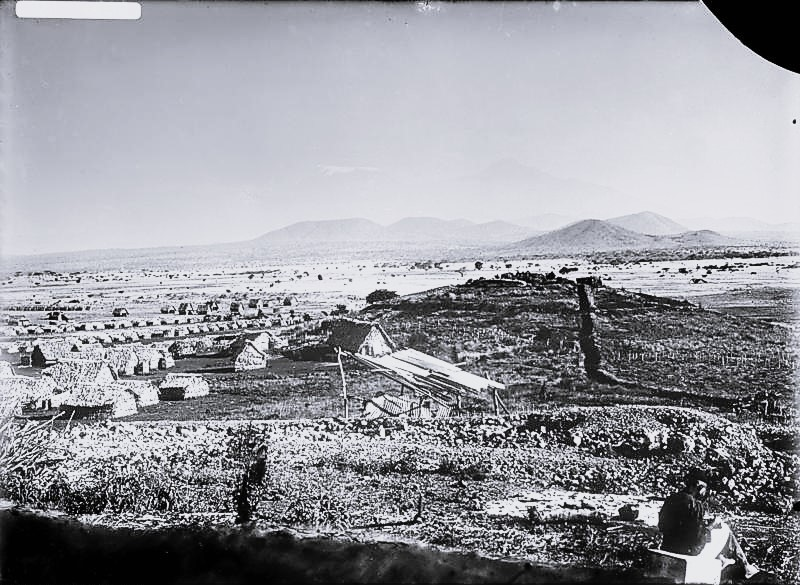
Тавета во время Первой мировой войны

Для улучшения водоснабжения войск в городе Тавета был открыт фонтан. Тавета стала отправной точкой для патрульных компаний и для других операций немецких передовых баз в Британской Восточной Африке. Главной целью немецких предприятий из Таветы и выдвинутых опорных пунктов было постоянное выведения из строя британской железной дороги Уганды из-за железнодорожных взрывов и диверсий. К концу компании 1915 года Тавету снабжали из гор в Британской Восточной Африке. Тавета должна снята из-за засухи в степи и тем самым также вызвали затруднения при питание до пополнения на двенадцать километров к востоку от Таветы расположенных Ольдоборо назад. В начале марта 1916 года Тавета была занята наступающими в сильном превосходстве британскими войсками.

## Экономика и транспорт
Тавета- место торговли между Кенией и Танзанией с открытым рынком, проводимым два раза в неделю, который особенно велик для города таких масштабов. Этому способствует присоединение пограничного города к линии связи Угандийской железной дороги.

## Население
По состоянию на 2019 год население городского центра составляло 22 018 человек.Тавета быстро растет. Округ имеет большие темпы роста населения 1,7 %. Основными этническими группами в Тавете являются племена Тавета и Камба.